# Steve Gagnon
Steve Gagnon, né le 24 septembre 1985 à Chicoutimi est un dramaturge, acteur et metteur en scène québécois. 
Il est diplômé du Conservatoire d'art dramatique de Québec en 2008 et est le cofondateur du Théâtre Jésus, Shakespeare et Caroline.

## Biographie
Il fait ses études en éducation spécialisée au cégep et y monte une adaptation de La fille du canal de Thierry Lenain. À sa sortie du Cégep, il passe les auditions pour les diverses grandes écoles d'art de la scène de Québec. Il est accepté au Conservatoire d'art dramatique de Montréal à l’École nationale de théâtre et au Conservatoire d'art dramatique de Québec. C'est ce dernier qu'il choisit pour être avec sa compagne, Claudiane Ruelland, également comédienne. Depuis sa graduation il s'est installé à Montréal et se distingue sur la scène québécoise dans le jeu, la mise en scène et l'écriture. 

## Regards sur l’œuvre

### Écriture
Très rythmés et alternant longues tirades et stichomythies, ses textes sont un mélange d'oralité brute et poétique. Ses mots sont crus, parfois qualifiés de « trash » et la sexualité est abordée sans détour. Souvent tragiques, ses pièces plongent au cœur de la noirceur de sujets douloureux comme le deuil, la rupture : « [...] c’est toujours avec cette noirceur-là qu’on peut faire entrer un peu de lumière. Je trouve cela important de montrer une réalité assez tragique, mais d’insérer là-dedans des espèces de pulsions très lumineuses, nobles, grandioses. Mais c’est certain que j’ai un univers très dense.». 

### Principales œuvres
En 2008, la lecture publique de son texte La montagne rouge (sang) - alors La montagne rouge ou Rituel pour mon amour échappé - aux Impressions d'ici (Théâtre Périscope) se voit récompensée du Prix d'écriture dramatique du programme Première Ovation. Attribuée par un jury à un auteur pour sa première œuvre, cette distinction s'accompagne d'une bourse de 4 000 $[réf. nécessaire]. La montagne rouge (sang) raconte à travers la voix d'une jeune femme le suicide de son amoureux et son ultime tentative de dialogue avec lui sur le lieu de leurs amours. 
La pièce est montée en 2010 au Carrefour international de théâtre puis à l'affiche du complexe Méduse. Elle reçoit en 2011 le prix du Gouverneur Général. Ce texte commence un triptyque qui se poursuit en 2012 avec Ventre. La pièce raconte la confrontation d'un couple éclaté et déchiré qui se réunit le temps d'une nuit. Steve Gagnon y bouscule les valeurs actuelles et interroge entre autres le cynisme, la morosité contemporaine et la possibilité de rédemption[Interprétation personnelle ?]. La même année, En dessous de vos corps, je trouverai ce qui est immense et qui ne s'arrête pas, pièce librement inspirée de Britannicus de Jean Racine, est présentée au festival du Jamais Lu. C'est également l'année de nomination au Prix des libraires de Chaque automne j’ai envie de mourir, coécrit avec Véronique Côté[réf. nécessaire]. Il s'agit d'un recueil de nouvelles adapté d'une station du parcours Où tu vas quand tu dors en marchant? dans lequel 21 personnages confient chacun un secret.  
En 2016, il signe Je serai un territoire fier et tu déposeras tes meubles. Dans cet essai, il s'intéresse à la question de l'homme du XXIe siècle et questionne les notions de masculinité et de virilité.   
Il publie en 2017 Os, la montagne blanche et clôt ainsi son triptyque dans lequel il a souhaité parler « [du] début de l’âge adulte, [de] la prise de conscience de nos responsabilités tant personnelles que collectives ». Il y aborde encore une fois la rupture à travers le deuil, celui qu'un jeune archéologue tente de faire de sa mère. Os est nommé en 2018 au prix du Gouverneur Général et reçoit la même année le prix Marcel Dubé. Il s'agit d'un prix décerné par un jury de trois membres de l'Académie des lettres du Québec à un texte de théâtre pour sa qualité.

### Théâtre Jésus, Shakespeare et Caroline
Steve Gagnon a également cofondé en février 2009 le Théâtre Jésus, Shakespeare et Caroline avec Jean-Michel Girouard et Claudiane Ruelland avec qui il a étudié au conservatoire[réf. nécessaire]. Partant du constat que la poésie sur scène est souvent traitée de manière banale et ennuyeuse, ils se sont donné pour mission de lui donner un nouveau souffle : « Nous visons une parole sincère et vraie, sans fioritures. Nous voulons prendre les mots à bras le corps pour que les spectateurs aient des images dans les mains plutôt que la tête dans les nuages. « Jésus, Shakespeare et Caroline » parce que nous croyons que nous rassemblons tous en nous-mêmes le suprême (Jésus), l’épique (Shakespeare) et le banal (Caroline); le magnifique et l’ordinaire; le poétique et le concret. ». 
Steve Gagnon a aussi été chroniqueur radio à Plus on est de fous, plus on lit pour Radio Canada entre 2017 et 2018. Il a fait diverses incursions dans des séries télévisées[réf. nécessaire]. 

## Œuvres

### Théâtre (jeu)
- 2018 : Oslo de J. T. Rogers et traduction de David Laurin. Mise en scène de Édith Patenaude, production du Théâtre Jean-Duceppe: Ron.
- 2018 : Os, La montagne blanche (reprise) de lui-même. Mise en scène de Denis Bernard, production du Théâtre Jésus, Shakespeare et Caroline, diffusion du Théâtre Périscope : rôle solo.
- 2018 : Le Songe d'une nuit d'été de William Shakespeare et adaptation de Frédéric Bélanger et lui-même, du 21 mars au 24 avril. Mise en scène de Frédéric Bélanger, coproduction du Théâtre Denise-Pelletier et du Théâtre Advienne que pourra, diffusion du Théâtre Denise-Pelletier : Démétrius et autres rôles.
- 2018 : Fendre les lacs de lui même. Mise en scène de lui-même, production du Théâtre Jésus, Shakespeare et Caroline, diffusion du CNA : Christian.
- 2017 : du 13 novembre au 1e décembre, Os, la montagne blanche de lui-même, du 13 novembre au premier décembre. Mise en scène de Denis Bernard, production du Théâtre Jésus, Shakespeare et Caroline, diffusion du Théâtre La Licorne : rôle solo.
- 2017 : Peer Gynt de Henrik Ibsen, du 30 janvier au 19 février. Mise en scène de Olivier Morin, production du Théâtre de l’Opsis, codiffusion du Théâtre de l’Opsis et du Théâtre de Quat’Sous : divers rôles.
- 2016 : Mes enfants n'ont pas peur du noir de Jean-Denis Baudouin, du 15 novembre au 3 décembre. Mise en scène de Édith Patenaude, production du Théâtre de La bête noire, diffusion du Théâtre d’Aujourd’hui : Sam.
- 2016 : Anne… la maison aux pignons verts, roman de Lucy Maud Montgomery et adaptation de Frédéric Bélanger, du 29 novembre au 22 décembre. Mise en scène de Frédéric Bélanger, production du Théâtre Advienne que pourra, diffusion du Théâtre Denise Pelletier : Gilbert Blythe.
- 2015 : Moby Dick, roman de Herman Melville et adaptation de Bryan Perro et Dominic Champagne, du 22 septembre au 17 octobre. Mise en scène de Dominic Champagne, coproduction du Théâtre du Nouveau Monde et du Théâtre Il va sans dire : Ishmael, marin d’équipage.
- 2014 : D'Artagnan et les trois mousquetaires, roman d' Alexandre Dumas et adaptation de Frédéric Bélanger, du 12 novembre au 19 décembre. Mise en scène de Frédéric Bélanger, production du Théâtre Advienne que pourra, diffusion du Théâtre Denise Pelletier : D’Artagnan
- 2014 : Commedia de Pierre-Yves Lemieux. Mise en scène de Luce Pelletier, production du Théâtre de l’Opsis, diffusion du Théâtre Denise-Pelletier : Carlo Goldoni, jeune.
- Ventre
- 2012 : Tout ce qui tombe de Véronique Côté. Mise en scène de  Frédéric Dubois, coproduction du Théâtre des Fonds de Tiroirs et du Théâtre du Trident, codiffusion du Théâtre des Fonds de Tiroirs et du Théâtre d’Aujourd’hui : Marco.
- 2013 : Scalpée de Anne-Marie Olivier. Mise en scène de Véronique Côté, coproduction du Théâtre de la Bordée et du Théâtre Bienvenue aux dames !.
- 2012 : Inespérée et Inattendu de Réjean Ducharme. Mise en scène de Frédéric Dubois, production du Théâtre des Fonds de Tiroirs, en résidence au Théâtre d'Aujourd'hui : Inat Tendu.
- 2012 : L'Odyssée, texte de Homère et adaptation de Dominic Champagne et Alexis Martin. Mise en scène de Martin Genest, Théâtre du Trident : Télémaque et le Cyclope.
- 2011 : Réveillez-vous et chantez! de Clifford Odets et traduction de Fanny Iseult Britt. Mise en scène de Luce Pelletier, Théâtre de l'Opsis : Ralph.
- 2011 : Roméo et Juliette de William Shakespeare. Mise en scène de Olivier Lépine, Théâtre de la Bordée : Roméo.
- 2011 : Tom à la ferme de Michel-Marc Bouchard. Mise en scène de Marie-Hélène Gendreau, Théâtre de la Bordée : Tom.
- 2011 : Les enfants de la pleine lune de Emanuelle delle Piane. Mise en scène de Luce Pelletier, Théâtre de l'oasis : Jules.
- 2011 : Caligula d'Albert Camus. Mise en scène de Gill Champagne, Théâtre du Trident : Scipion.
- 2011 : La montagne rouge (sang) de lui-même. Mise en scène de Frédéric Dubois, Théâtre les Fonds de Tiroirs et Théâtre Périscope : Lui.
- 2011 : L'Asile de la pureté de Claude Gauvreau. Mise en scène de Martin Faucher, Théâtre du Trident : Fabrice Sigmond.
- 2009 : Reconnaissance de Michel Nadeau. Mise en scène de Michel Nadeau, Théâtre du Trident et Théâtre Niveau Parking : François, le fils.

### Textes dramatiques
- 2021 : Les étés souterrains. Créé en mai 2021 au Théâtre de la Licorne (Montréal). Publié en 2021 aux éditions de L'instant même (collection « l'instant Scène »)[8].
- 2017 : Os, La montagne blanche. Créé le 13 novembre 2017 au Théâtre de La Licorne (Montréal). Publié en 2017 aux éditions de L'instant même (collection « l'instant Scène »).
- 2016 : Repeupler la jungle chinoise, courte pièce du recueil Enfouir ses rêves dans un sac. Publié en 2016 aux éditions Lansman. Commande du Théâtre du Peuple (Bussang) d'écrire une pièce de 10 minutes pour 10 comédiens sur le thème des migrations à 6 auteurs : Gustave Akakpo, Olivier Balazuc, Solenn Denis, Aurore Jacob, Karin Serres et lui même[9].
- 2016 : Fendre les lacs. Créé le 8 mars 2016 au Théâtre Aux Ecuries (Montréal). Publié en 2016 aux éditions de L'instant même (collection « l'instant Scène »).
- 2015 : La fête sauvage, recueil de théâtre coécrit avec Sarah Berthiaume, Joëlle Bond, Véronique Côté, Mathieu Gosselin, Justin Laramée, Hugo Latulippe, Francis Monty et lui-même. Publié en 2015 à Atelier 10.
- 2013 : En dessous de vos corps, je trouverai ce qui est immense et qui ne s'arrête pas. Créé le 1e octobre 2013 au Théâtre de La Licorne (Montréal) et produit par le Théâtre de La Manufacture. Publié en 2013 aux éditions de L'instant même (collection « l'instant Scène »).
- 2012 : Ventre. Créé en 2011 au Théâtre de La Licorne  et produit par la Compagnie Jésus, Shakespeare et Caroline. Publié en 2012 aux éditions de L'instant même (collection « l'instant Scène »).
- 2010 : La montagne rouge (sang). Créé le 1e juin 2010 au Studio d'Essai de Méduse (Québec). Publié en 2010 aux éditions de L'instant même (collection « l'instant Scène »).

### Autres textes
- 2024 : Genèse d’une révolution sans mort ni sacrifice. Récit poétique tiré de la pièce Genèse d'une révolution sans mort ni sacrifice dans laquelle je ne fais surtout que plonger ma voix dans tes cheveux broussailleux présentée au Festival Jamais lu 2024. Publié en 2024 aux éditions de L'instant même.
- 2014 : Fuck You. Poème tiré du spectacle Attentat de Gabrielle Côté et Véronique Côté[10].
- 2015 : Je serai un territoire fier et tu déposeras tes meubles. Essai. Publié en 2015 à Atelier 10.
- 2012 : Chaque automne j'ai envie de mourir (secrets) coécrit avec Véronique Côté, recueil de nouvelles. Créé en 2009 comme station du parcours Où tu vas quand tu dors en marchant. Publié en 2012 aux éditions du Septentrion.

### Mises en scènes
- 2018 : Chaloupe de Sylvianne Rivest-Beauséjour. Production de Sylvianne Rivest-Beauséjour, codiffusion de Sylvianne Rivest-Beauséjour et du Théâtre La Licorne.
- 2016 : Fendre les lacs de lui-même. Production du Théâtre Jésus, Shakespeare et Caroline, diffusion du Théâtre Aux Ecuries.
- 2013 : En dessous de vos corps, je trouverai ce qui est immense et qui ne s'arrête pas de lui même. Production du Théâtre La Manufacture, diffusion du Théâtre La Licorne.
- 2011 : Vente de nuit, station du parcours Où tu vas quand tu dors en marchant?
- 2009 : Autour de ma pierre il ne fera pas nuit de Fabrice Melquiot. Production du Théâtre Jésus, Shakespeare et Caroline, diffusion de Premier Acte. Parcours théâtral.

### Télévision
- 2020-2022 : L'Échappée, saisons 5 et 6, TVA, rôle de Jean-Simon Cardinal.
- 2018 : Plan B saison 2, Radio Canada, rôle de Manu.
- 2016-2018 : Ruptures, saisons 1 à 4, Radio Canada, rôle de Michaël.
- 2016-2017 : O',  saisons 5 et 6, TVA, rôle d'Alexandre.
- 2016 : Fugitifs, saison 2, Canal D, Pierre St-Arnaud.
- 2015 : Le Contrat, saison 2, Canal D, Nelson Pelletier (rôle muet).
- 2012-2017 : L’auberge du chien noir, saisons 11 à 15, Radio Canada, rôle de Elliot Dumas.
- 2012 : Chabotte et fille, saison 3, Michel Gauthier Productions inc., rôle d’un jeune hipster.
- 2011 : Toute la vérité, saison 2, Sphère Média, Steve.

### Honneurs et nominations
- 2018 : Prix Marcel Dubé pour Os: la montagne blanche
- 2018 : Nomination aux prix littéraires du Gouverneur Général (catégorie théâtre) pour Os: la montagne blanche
- 2016 : Nomination au prix de la critique de l'AQCT (Association Québécoise des Critiques de Théâtre) catégorie «meilleur original» pour Fendre les lacs
- 2013 : Prix des abonnés des bibliothèques de Québec pour Chaque automne j'ai envie de mourir
- 2012 : Prix des Librairies pour Chaque automne j'ai envie de mourir
- 2011 : Prix du Gouverneur Général pour La montagne rouge (sang)
- 2008 : Bourse Première œuvre du programme Première Ovation
- 2007 : Variations dramaturgiques du Carrefour Int'l de théâtre pour La montagne rouge (sang)